# N284 (België)
De N284 is een gewestweg door het Park van Laken in Brussel, België. De weg heeft een lengte van ongeveer 800 meter en verloopt via de Abelenlaan.
De weg eindigt als een doodlopende weg in het park.